# Baishui, Guizhou
Baishui (kinesiska: 白水) är en köping i sydvästra Kina. Den ligger i det autonoma häradet Guanling i staden Anshun i provinsen Guizhou, omkring 120 kilometer sydväst om provinshuvudstaden Guiyang. Antalet invånare är 13033. Befolkningen består av 6 310 kvinnor och 6 723 män. Barn under 15 år utgör 23,0 %, vuxna 15-64 år 66 %, och äldre över 65 år 10,0 %.